# Schloss Störmede

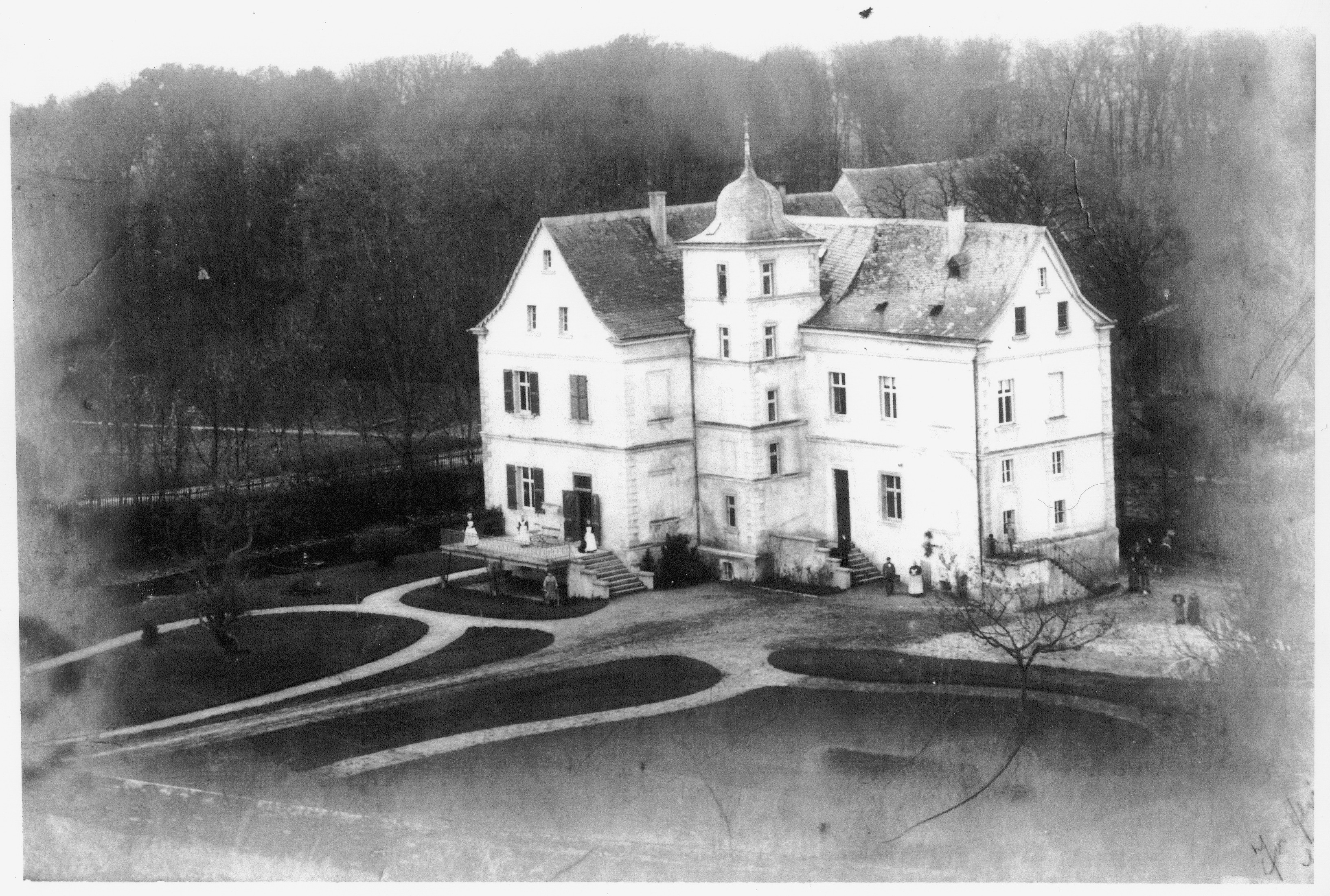
Schloss oder Hohes Haus Störmede um 1900

Das Schloss Störmede, auch Haus Störmede und selten Burg Störmede genannt, ist eine ehemalige Schlossruine in Störmede (heute Stadt Geseke). Die Anlage geht auf eine möglicherweise frühmittelalterliche Turmhügelburg (Motte) zurück. Im Hochmittelalter war sie Sitz der Edelherren von Störmede. Verschiedentlich zerstört, kam es an etwas anderer Stelle zur Neuanlage. Nach dem Aussterben der Familie von Störmede fiel der Besitz an die von Hoerde, deren Störmeder Linie sich in verschiedene Zweige teilte. Über andere Besitzer kam es an die Familie von Ketteler und 1970 an die Stadt Geseke. 2010 wurde das Rittergut durch Familie Bröggelwirth erworben.

## Geschichte
Bereits 826 wurde Störmede im Verzeichnis der Schenkungen des Klosters Corvey erwähnt. Möglicherweise gab es auch schon Vorläufer einer Burg. Störmede war später Sitz der Edelherren von Störmede. Ein Wernor von Störmede ist für 1155 belegt. Die ursprüngliche Burg reichte bis in das 12. Jahrhundert zurück und bildete das Zentrum einer ausgedehnten Herrschaft. Die Burg am Hellweg erschien den Kölner Erzbischöfen, die insbesondere um Soest einen Herrschaftsschwerpunkt in Westfalen hatten, als strategisch so bedeutend, dass Philipp I. von Heinsberg zumindest Teile davon erwarb und sie als kölnisches Lehen an Radobus und Reinerus zurückgab.
Es gab aber offenbar Streit zwischen den Bischöfen und den Herren von Störmede, da die Burg 1233 durch die Kölner zerstört wurde. Danach wurde sie wieder aufgebaut. Unter Albert von Störmede (1217–1255) erfuhr die Macht der Edelherren durch die Übertragung von Grafschaftsrechten durch die Grafen von Arnsberg eine Ausweitung. Um die Mitte des 13. Jahrhunderts gründeten die Herren von Störmede in unmittelbarer Nähe der Burg eine Stadt. Burg und Stadt wurden 1277 während der Auseinandersetzungen zwischen den Erzbischöfen von Köln und den Bischöfen von Paderborn zerstört, nach 1292 aber wieder an anderer Stelle aufgebaut. Die Stadt florierte indes nicht und heute sind nur noch einige Reste der Umwallung erhalten.
Das Geschlecht der Edelherren starb um 1300 aus. Durch Erbe kam die Burg und der Besitz an die Herren von Hoerde. Dadurch erlebte das Ministerialengeschlecht derer von Hoerde einen starken sozialen Aufstieg. Nach der Teilung des Geschlechts nannte sich eine Linie Hoerde zu Störmede. Diese teilte sich wiederum im 14. Jahrhundert in die Linie Altes Haus und die Linie Hohes Haus. Der Besitz der Linie Altes Haus fiel 1652 an die Familie Korff zu Harkotten. Das Hohe Haus kam im 16. Jahrhundert an die Familie von Bocholtz, die die Linie Bocholtz zu Störmede bildete.
Daneben existierte seit 1529 zeitweilig das Mittlere Haus derer von Hoerde. Alhard von Hoerde versuchte eine reichsunmittelbare Stellung zu erlangen und trug mit den Verwandten vom Hohen Haus den Besitz Kaiser Karl V. zu Lehen an. Dagegen erhoben die Kölner Erzbischöfe Einspruch. Als Alhard Befestigungen anlegen ließ, schritt Salentin von Isenburg ein. Im sogenannten Salentinischen Rezess mussten die Linien von Hoerde zu Störmede auf alle landesherrlichen Ansprüche verzichten.
1804 wurden die drei Rittersitze auf dem Boden der Burg wieder in den Händen der Grafen von Bocholtz vereint. Die Familie von Bocholtz verkaufte Haus Störmede 1879 an den Kaufmann Dietrich Modersohn aus Lippstadt. Im Jahr 1881 kauften die Ketteler-Harkotten zu Schwarzenraben den Besitz. Diese wohnten dort bis 1964. Die Erben verkauften das Haus 1970 an die Stadt Geseke.

## Baulichkeiten
Die ursprüngliche Burg befand sich im Mittelalter in etwa auf dem Gebiet des heutigen Kirchplatzes von Störmede und dessen näherer Umgebung. 
Entweder nach der Zerstörung von 1233 oder nach der von 1277 wurde die Burg an die heutige Stelle verlagert. Bei Ausgrabungen 2011/12 wurden unter dem Alten Haus Teile des Ursprungsbaus, eines Festen Hauses oder Wohnturms, freigelegt. Die spätere Anlage wurde durch einen 1438 erwähnten Graben und einen Wall gesichert. Das Hohe Haus ist heute ein Fachwerkbau vom Ende des 18. Jahrhunderts, über seine frühere Gestalt ist nichts bekannt. Im Süden der Anlage steht das große Torhaus. Ein Indiz für eine frühere Unterteilung der Anlage durch Mauern und Wälle, von denen ansonsten nur noch ein kurzes Mauerstück am Hohen Haus existiert, bildet das heute inmitten des Burgareals stehende kleine Torhaus. Beide Torgebäude stammen laut Inschriften aus dem Jahr 1617. 
Das vermutlich ebenfalls aus dem 17. Jahrhundert stammende Alte Haus steht in einem heute teilweise trockengelegten Hausteich im südlichen Teil des Schlossareals. Es besitzt die Form eines Zweiflügelbaus mit quadratischem Treppenturm im Innenwinkel und erhielt im 19. Jahrhundert spätklassizistische Putzdekorationen. Nach dem Übergang an die Stadt Geseke 1970 brannte es 1989 aus, wurde entkernt und war lange Zeit nur noch als dachlose Ruine vorhanden.
Im Westen und Nordosten der Anlage befinden sich Wirtschaftsgebäude des 19./20. Jahrhunderts. An der Ringmauer aus dem Anfang des 17. Jahrhunderts stehen noch zwei Rundtürme mit Schießscharten im Untergeschoss, ein dritter hat früher im Nordosteck gestanden. Das mittlere Haus ist heute vollständig verschwunden; über seine Gestalt ist nichts bekannt.
Im Winterhalbjahr 2011/12 wurde mit dem Wiederaufbau des Schlosses Störmede begonnen. Es dient heute zusammen mit einem neu errichteten Nebengebäude unter der Bezeichnung „Rittergut Störmede“ als Veranstaltungsort für Hochzeiten, Konzerte, Ausstellungen oder Tagungen.